# Улрих фон Шлюселберг (епископ)
Улрих фон Шлюселберг (на немски: Ulrich von Schlüsselberg; † 11 август 1322, Авиньон, Франция) е епископ на Бамберг (1318 – 1321) и Бриксен (1322).

## Биография
Той е син на Улрих фон Шлюселберг († 1288) и съпругата му Хедвиг фон Грюндлах († 1283/1288), дъщеря на Хердеген фон Грюндлах († 1285) и Ирментрудис († ок. 1279). Брат е на Еберхард III фон Шлюселберг († 1306) и на Готфрид I фон Шлюселберг († 1308).
Улрих фон Шлюселберг става каноник в Бамберг. От 1302 до 1303 г. следва в Болоня. През 1306 г. става катедрален декан и от 1313 г. пропст на катедралата „Св. Стефан“ в Бамберг.
През 1318 г. Улрих е избран за епископ на Бамберг. През юни 1322 г. е избран от папа Йоан XXII за епископ на Бриксен, но умира около два месеца след това, преди да започне тази служба и да бъде помазан.